# Berliner Erklärung (Homophobie)
Die Berliner Erklärung „Gemeinsam gegen Homophobie. Für Vielfalt, Respekt und Akzeptanz im Sport“ wurde im Juli 2013 auf Initiative der Bundesstiftung Magnus Hirschfeld veröffentlicht. Ziel der Erklärung ist es, eine breite Akzeptanz homosexueller Menschen im gesellschaftlichen Bereich des Sports in Deutschland zu erreichen und dort homophobe Anfeindungen, Verunglimpfungen und Herabsetzungen zurückzudrängen. Insbesondere soll so auch ein Klima der Akzeptanz gegenüber aktiven Sportlerinnen und Sportlern mit gleichgeschlechtlicher Orientierung geschaffen werden. Auf dieses Ziel hin gerichtete Maßnahmen wie Bildungsangebote insbesondere für Jugendliche und junge Erwachsene sollen durch wissenschaftliche Forschung unterstützt werden.
Durch ihre Erstunterschrift unterstützen unter anderem die Mitglieder der damaligen Bundesregierung Justizministerin Leutheusser-Schnarrenberger, Innenminister Friedrich und Familienministerin Schröder die Erklärung wie auch Sportspitzenfunktionäre vom Deutschen Fußball-Bund, des Deutschen Olympischen Sportbunds und einiger Fußballvereine, darunter Bayern München und Werder Bremen.
Durch die mit der Erklärung angelaufene Bildungsinitiative „Fußball für Vielfalt“ soll speziell die populäre Sportart Fußball in Deutschland erreicht werden.

## Veröffentlichung und Initiativen
Veröffentlicht wurde die Erklärung am 17. Juli 2013 in der Hauptstadtrepräsentanz der Deutschen Telekom in Berlin. Durch die Veranstaltung, zu der auch viele Kamerateams erschienen, führte als Gastmoderatorin Katrin Müller-Hohenstein (ZDF, aktuelles sportstudio). Ein prominentes Coming-out im Sport, auf das Medienberichten zufolge im Vorfeld der Veranstaltung spekuliert worden war, fand jedoch nicht statt.
Die Bundesstiftung Magnus Hirschfeld war bestrebt, in den Monaten nach Veröffentlichung der Erklärung Kooperationspartner in den Vereinen und Verbänden zu gewinnen, um ihr mit der Universität Vechta entwickeltes Bildungsprojekt „Fußball für Vielfalt“ besonders auch in die Arbeit mit Jugendlichen und jungen Erwachsenen einzubinden.
Die Initiative „Fußball für Vielfalt“ ging zudem eine offizielle Medienpartnerschaft mit der Zeitschrift Sport Bild ein, die dem Thema Homosexualität im Fußball und der Berliner Erklärung in ihrer Ausgabe vom 17. Juli 11 Seiten einräumte.
Unabhängig von der Berliner Erklärung brachte der Deutsche Fußball-Bund parallel eine 28-seitige Informationsbroschüre „Fußball und Homosexualität“ heraus, die an die gut 25.000 Mitgliedsvereine verschickt werden sollte. Sie sollte Hilfestellung für ein angemessenes Vorgehen gegen Homophobie und den Umgang mit möglichen Coming-outs homosexueller Fußballerinnen und Fußballer geben.

## Die Erklärung im Wortlaut
„Berliner Erklärung
Gemeinsam gegen Homophobie | Für Vielfalt, Respekt und Akzeptanz im Sport
Als Akteure und Partnere des Sports fühlen wir uns dessen integrativer Kraft in unserer Gesellschaft verpflichtet: Der Sport steht für Vielfalt,
er verbindet Menschen unterschiedlichster Herkunft, Weltanschauung und Persönlichkeitsattribute.
Zentrale Werte im Sport sind Respekt, Toleranz und Fair Play. Nachdrücklich anerkennen wir die bedingungslose Umsetzung dieser Werte im Sport.
In weiten Teilen des Sports sind homophobe Tendenzen dennoch nach wie vor stark ausgeprägt, homosexuelle Sportlerinnen und Sportler fühlen sich
diskriminiert und in ihren Entfaltungsmöglichkeiten eingeschränkt. Zudem wird das Attribut der (vermeintlichen) homosexuellen Orientierung gezielt für
Anfeindungen, Verunglimpfungen und Herabsetzungen sowie als Ventil für eigene Ängste, Frustrationen und Aggressionen im Sport eingesetzt.
Wir setzen uns von daher für ein aktives Vorgehen gegen Homophobie auf allen Ebenen des Sports ein. Wir unterstützen Maßnahmen zur Förderung
eines vorurteilsfreien Klimas sowie zur Schaffung einer Kultur gelebter Vielfalt auf der Basis gegenseitiger Wertschätzung und Achtung. Solche Maßnahmen sollten vor allem auch auf Jugendliche und junge Erwachsene ausgerichtet sein, um entsprechende Haltungen im Zuge ihrer Identitätsentwicklung zu stärken.
Um diese Maßnahmen möglichst adressatengerecht anbieten zu können, sind empirisch belastbare Daten zur Homophobie im Sport unabdingbar.
Wir unterstützen von daher entschieden die Intensivierung der wissenschaftlichen Forschung auf diesem Gebiet.
Das Zusammenwirken möglichst vieler Einrichtungen des Sports und der Zivilgesellschaft für Vielfalt, Respekt und Akzeptanz im Sport bietet die besten
Voraussetzungen für einen nachhaltigen Wandel im Denken und Handeln aller Beteiligten.“

## Erstunterzeichner
- Sabine Leutheusser-Schnarrenberger, Bundesministerin der Justiz; Vorsitzende des Kuratoriums der Bundesstiftung Magnus Hirschfeld
- Hans-Peter Friedrich, Bundesminister des Innern
- Kristina Schröder, Bundesministerin für Familie, Senioren, Frauen und Jugend
- Ilse Ridder-Melchers, Vizepräsidentin Deutscher Olympischer Sportbund
- Wolfgang Niersbach, Präsident Deutscher Fußball-Bund
- Ulrich Hoeneß, Präsident FC Bayern München
- Klaus-Dieter Fischer, Präsident SV Werder Bremen
- Martin Kind, Präsident Hannover 96
- Thorsten Manske, Vizepräsident Hertha BSC
- Ralf Auer, Präsident VfR Mannheim 1896
- Dirk Zingler, Präsident 1. FC Union Berlin
- Stefan Orth, Präsident FC St. Pauli
- Christine Lüders; Leiterin der Antidiskriminierungsstelle des Bundes
- Aletta Gräfin von Hardenberg, ehemalige Geschäftsführerin Charta der Vielfalt
- Jörg Litwinschuh, Geschäftsführender Vorstand Bundesstiftung Magnus Hirschfeld